# Jollas pompatus
Jollas pompatus är en spindelart som först beskrevs av George William Peckham och Elizabeth Maria Gifford Peckham 1893.  Jollas pompatus ingår i släktet Jollas och familjen hoppspindlar. Inga underarter finns listade i Catalogue of Life.